# NGC 1978
NGC 1978 is een bolvormige sterrenhoop in de Grote Magelhaense Wolk in het sterrenbeeld Goudvis. Het hemelobject werd op 6 november 1826 ontdekt door de Schotse astronoom James Dunlop.

## Synoniemen
- ESO 85-SC90